# رابرت الیوت (بازیگر، زاده ۱۸۷۹)
رابرت الیوت (انگلیسی: Robert Elliott; ۹ اکتبر ۱۸۷۹ – ۱۵ نوامبر ۱۹۵۱) بازیگر اهل ایالات متحده آمریکا بود.
از فیلم‌ها یا برنامه‌های تلویزیونی که وی در آن نقش داشته‌است می‌توان به بر باد رفته، زن مطلقه، دهه پرشور بیست، چراغهای نیویورک، و باد بسامان اشاره کرد.